# Précy-sur-Oise
Pour les articles homonymes, voir Précy (homonymie).
Précy-sur-Oise est une commune française située dans le département de l'Oise en région Hauts-de-France. Ses habitants sont appelés les Précéens.

## Géographie

### Localisation
Précy-sur-Oise se situe dans le sud du département de l'Oise, sur la rive droite de l'Oise, en pays de Thelle, à une distance orthodromique de 39 km presque exactement au nord de Paris, et à mi-chemin entre les unités urbaines de Persan / Beaumont-sur-Oise et de Creil.
Précy est considérée par l'INSEE comme commune de la banlieue de cette unité urbaine. Considérant le tissu urbain, Précy forme une petite agglomération avec sa commune limitrophe de Villers-sous-Saint-Leu et Saint-Leu-d'Esserent.

### Communes limitrophes
Précy-sur-Oise compte cinq communes limitrophes, dont une seule, Gouvieux, est située sur la rive gauche de l'Oise. Une petite partie du territoire de Précy se trouve par ailleurs sur la rive gauche, importante zone de captage d'eau potable. Villers-sous-Saint-Leu et Boran-sur-Oise sont également des villages très proches de la rivière, alors que Crouy-en-Thelle et Blaincourt-lès-Précy ne sont pas localisé s dans la vallée de l'Oise. Blaincourt est bâti  dans un vallon latéral sec, et Crouy est situé  en hauteur sur le plateau de Thelle. Ce plateau se rapproche de l'Oise au sud de Précy, mais recule vers le nord à l'emplacement du village. Ses versants, assez raides avec des déclivités jusqu'à 20 %, délimitent Précy à l'ouest et au nord. Ces coteaux sont en grande partie boisés, alors que les plateaux sont largement dominés par les surfaces agricoles.
| Blaincourt-lès-Précy |                |                        |
| Crouy-en-Thelle      | Précy-sur-Oise | Villers-sous-Saint-Leu |
|                      | Boran-sur-Oise | Gouvieux               |

### Hydrographie
La commune est située dans le bassin Seine-Normandie. Elle est drainée par l'Oise et le cours d'eau 01 du Marais Doset,,.
L'Oise prend sa source en Belgique, à 309 mètres d'altitude, dans l'ancienne commune de Forges et se jette dans la Seine à 20 mètres d'altitude, au Pointil en rive droite et en aval du centre de Conflans-Sainte-Honorine dans le département des Yvelines. D'une longueur 341 kilomètres, elle est presque entièrement navigable et bordée de canaux sur 104 kilomètres. 

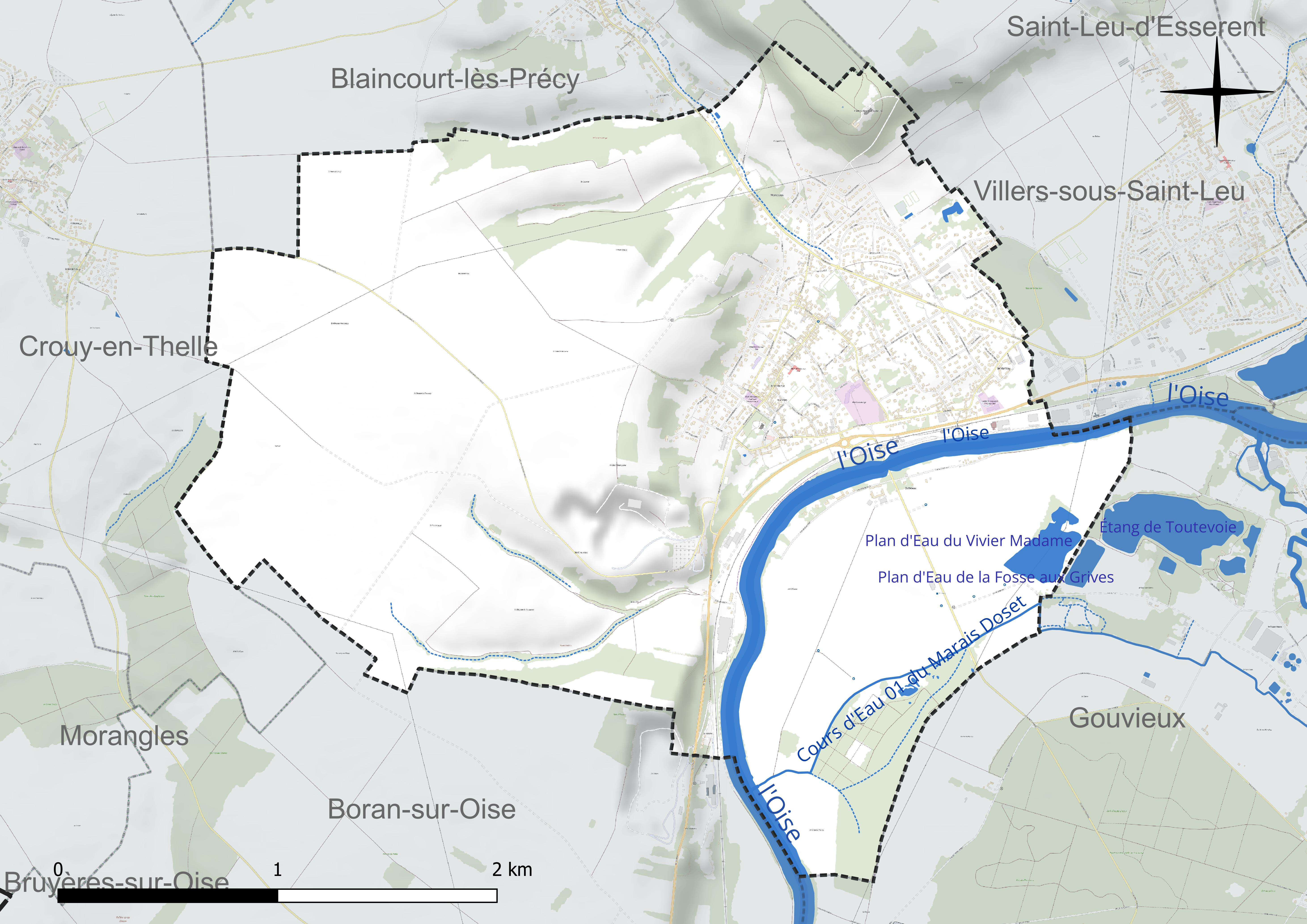
Réseau hydrographique de Précy-sur-Oise.

Un plan d'eau complète le réseau hydrographique : le plan d'eau du Vivier Madame (5,8 ha),.

### Climat
Pour des articles plus généraux, voir Climat des Hauts-de-France et Climat de l'Oise.
En 2010, le climat de la commune est de type climat océanique dégradé des plaines du Centre et du Nord, selon une étude du CNRS s'appuyant sur une série de données couvrant la période 1971-2000. En 2020, Météo-France publie une typologie des climats de la France métropolitaine dans laquelle la commune est dans une zone de transition entre le climat océanique et le climat océanique altéré et est dans la région climatique  Sud-ouest du bassin Parisien, caractérisée par une faible pluviométrie, notamment au printemps (120 à 150 mm) et un hiver froid (3,5 °C). 
Pour la période 1971-2000, la température annuelle moyenne est de 11,2 °C, avec une amplitude thermique annuelle de 14,7 °C. Le cumul annuel moyen de précipitations est de 636 mm, avec 11,2 jours de précipitations en janvier et 7,7 jours en juillet. Pour la période 1991-2020, la température moyenne annuelle observée sur la station météorologique la plus proche, située sur la commune de Creil à 10 km à vol d'oiseau, est de 11,2 °C et le cumul annuel moyen de précipitations est de 662,2 mm,. Pour l'avenir, les paramètres climatiques de la commune estimés pour 2050 selon différents scénarios d'émission de gaz à effet de serre sont consultables sur un site dédié publié par Météo-France en novembre 2022.

### Milieux naturels

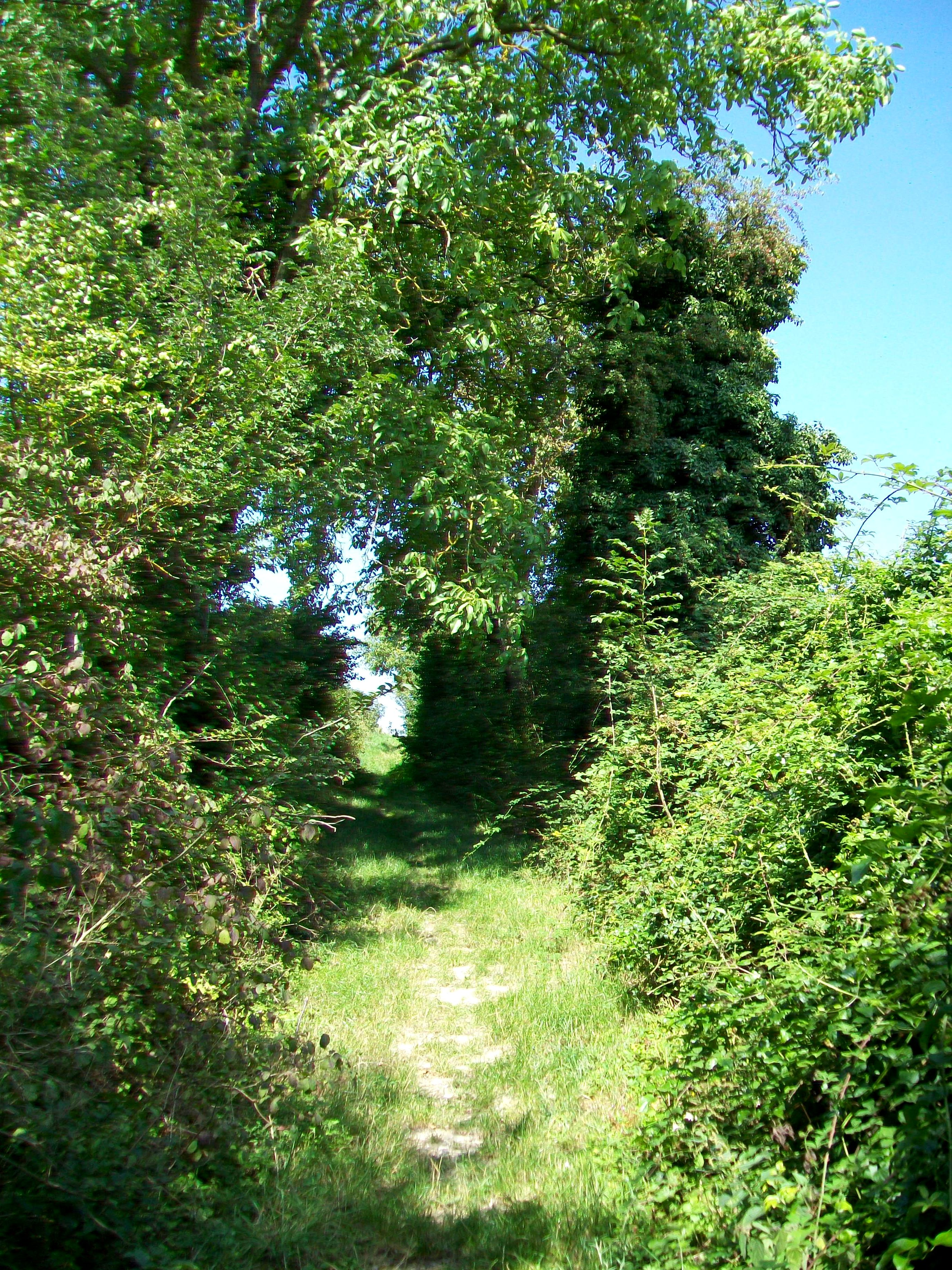
Cavée du Dieu de Pitié.

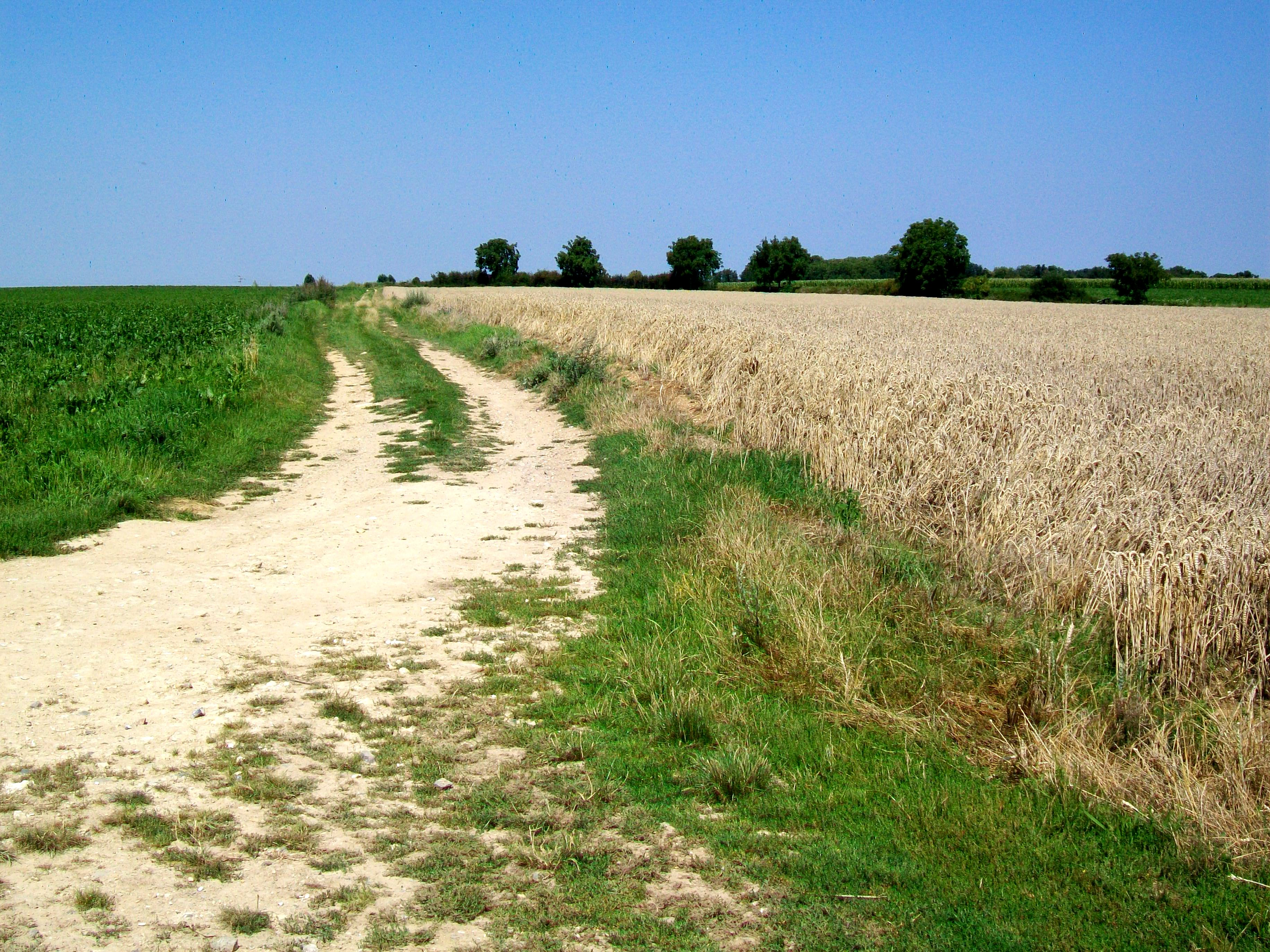
Chemin rural de la Croix Saint-Pierre, sur le plateau de Thelle.

Bien que le centre-ville de Précy soit d'un intérêt patrimonial incontestable, la commune n'a pas été incluse dans le parc naturel régional Oise-Pays de France, sauf pour la petite partie de son territoire située sur la rive gauche de l'Oise, retenue en faveur de la cohérence du territoire du parc. Cette décision a été motivée par l'appartenance de Précy à l'agglomération creilloise, dont pourrait découler une logique de développement non compatible avec celle du parc, et qui fait que l'article L.302-5 du code de la construction et de l'habitation soit applicable, portant sur l'obligation des 20 % de logements sociaux. Pourtant la commune de Saint-Maximin, qui est dans le même cas que Précy, a bien été retenue, à l'exception seulement de la grande zone commerciale côté Creil. La charte du Parc ne fournit donc pas d'explication logique pour l'exclusion de Précy-sur-Oise.
Le patrimoine naturel et paysager de la commune est protégée par deux ZNIEFF type 1, « Bois des Bouleaux et Remise des Chênes (Vallée de la Bosse) », n° national 220013791, et « Le Marais Dozet à Gouvieux », n° national 220420010. D'une superficie de 68 ha, cette dernière est située sur la rive gauche de l'Oise, et contrairement à ce que suggère son appellation, les trois quarts de la superficie sont situés sur la commune de Précy. La première, d'une superficie de 136 ha, est partagée avec les communes de Boran-sur-Oise, Crouy-en-Thelle et Morangles. Elle se situe de part et d'autre de la RD 118 au nord-ouest de la commune, et concerne sur Précy le bois privé dit « Bois des Bouleaux ».

## Urbanisme

### Typologie
Au 1er janvier 2024, Précy-sur-Oise est catégorisée ceinture urbaine, selon la nouvelle grille communale de densité à sept niveaux définie par l'Insee en 2022.
Elle appartient à l'unité urbaine de Creil, une agglomération intra-départementale regroupant 23  communes, dont elle est une commune de la banlieue,,. Par ailleurs la commune fait partie de l'aire d'attraction de Paris, dont elle est une commune de la couronne,. 

### Occupation des sols
L'occupation des sols de la commune, telle qu'elle ressort de la base de données européenne d'occupation biophysique des sols Corine Land Cover (CLC), est marquée par l'importance des territoires agricoles (64,7 % en 2018), en augmentation par rapport à 1990 (63,4 %). La répartition détaillée en 2018 est la suivante : 
terres arables (60,2 %), zones urbanisées (15,1 %), forêts (10,9 %), eaux continentales (5,2 %), zones agricoles hétérogènes (4,5 %), mines, décharges et chantiers (3 %), espaces verts artificialisés, non agricoles (0,8 %), zones industrielles ou commerciales et réseaux de communication (0,3 %). L'évolution de l'occupation des sols de la commune et de ses infrastructures peut être observée sur les différentes représentations cartographiques du territoire : la carte de Cassini (XVIIIe siècle), la carte d'état-major (1820-1866) et les cartes ou photos aériennes de l'IGN pour la période actuelle (1950 à aujourd'hui).

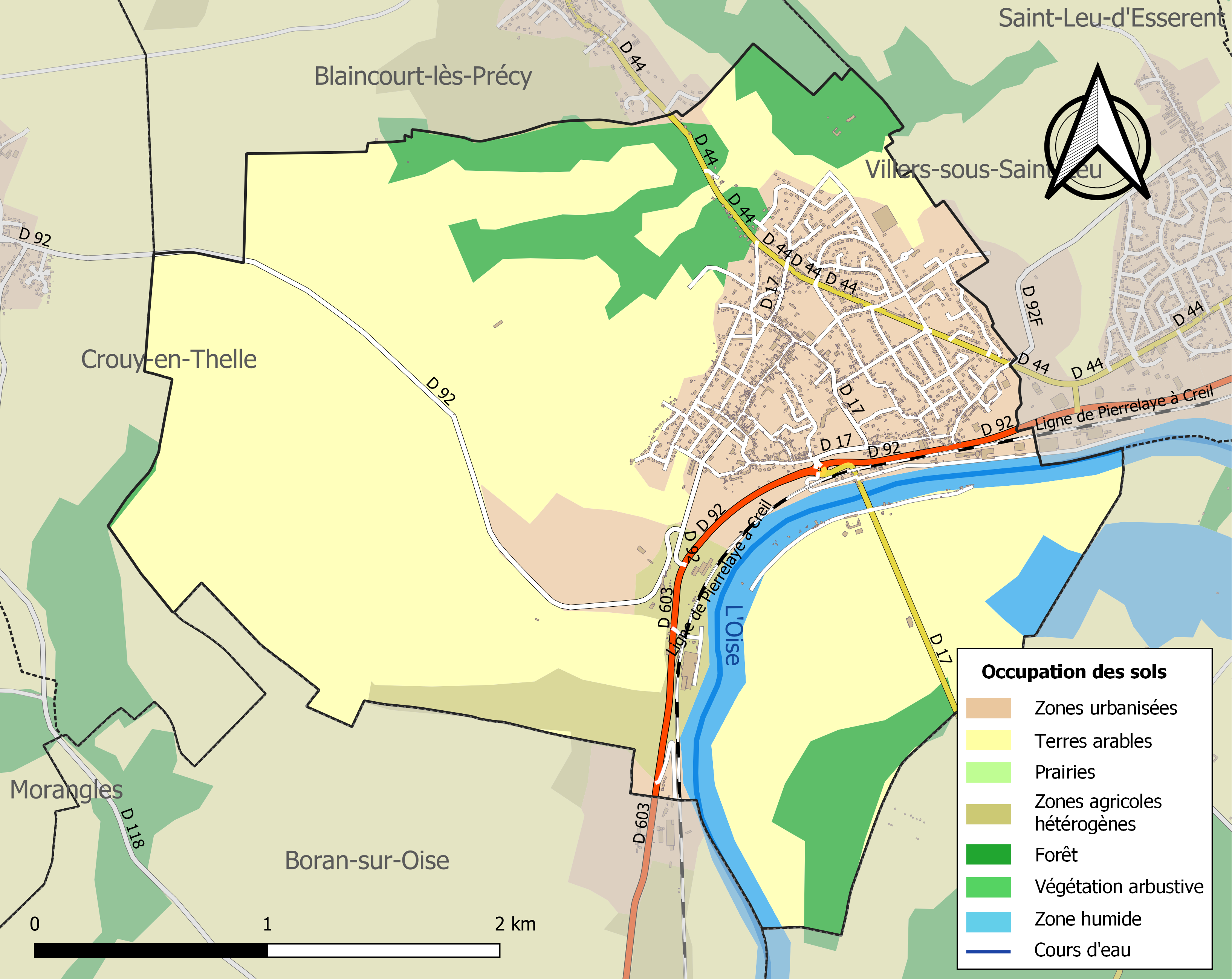
Carte des infrastructures et de l'occupation des sols de la commune en 2018 (CLC).

### Voies de communication et transports
Le principal axe routier desservant Précy est la RD 92 qui longe la rive droite de l'Oise, à proximité de la rivière et en dehors du centre-ville. En provenance de Creil, elle monte sur le plateau au sud de la commune pour rejoindre Neuilly-en-Thelle. La route de la vallée de l'Oise s'appelle alors RD 603 sur la commune voisine de Boran-sur-Oise (déviation autour du village) puis RD 924 (en provenance de Chantilly) à l'approche de l'agglomération de Persan / Beaumont.
Entre Saint-Leu et Précy, la RD 92 près de l'Oise est doublée par une route de desserte locale traversant Villers-sous-Saint-Leu, la RD 44, qui se dirige ensuite vers Blaincourt et Ully-Saint-Georges au nord-ouest. La quatrième route départementale à Précy est la courte RD 17, qui relie le centre-bourg à la rive gauche de l'Oise, avec une branche vers Gouvieux et une autre vers le hameau du Lys (commune de Lamorlaye) et la RD 909, axe secondaire pour le nord du Val-d'Oise, débouchant sur la Francilienne et sur la RD 301 en direction de Paris.
Sur le plan des transports en commun, Précy est desservie par la gare de Précy-sur-Oise située sur la ligne de Pontoise à Creil.
En 2012, cette ligne est desservie par un train toutes les heures en heure de pointe, et toutes les deux heures en pleine journée. Aucun train vers la capitale n'est proposé ; il faut changer de train à Persan - Beaumont.
La commune est desservie, en 2023, par les lignes 635, 649, 6203, 6206 et 6243 du réseau interurbain de l'Oise.

## Toponymie
Le nom de la localité est attesté sous les formes « Prisciaco in pago Camiliacensi ad domno Martino in ipso Prisciaco » (690) ; « quasdam res Si Martini de Prisciaco super fluvium Isaroe in loco qui vocatur albanius situs in pago… » (863) ; Pressi (vers 1099) ; Erveum de Presseio (vers 1107) ; de Pressiaco (vers 1116) ; apud Prissiacum (vers 1136) ; Prisciacum (1150) ; Prisseium (vers 1150) ; apud Pressiacum (vers 1150) ; Presseium (1194) ; de prissiaco (1223) ; Pressy (1230) ; Preciacum (1237) ; Preciacus (1250) ; Pressy sur oize (1372) ; Precy sur oise (vers 1380) ; Precy (1407) ; Precy en beauvoisis (1411) ; Presy (1470) ; Proissy (1470) ; eccl. de Preciaco (XVe) ; Pressy sur oise (XVe) ; Précy sur oize (1655) ; Preci (XVIIe) ; Précy-sur-Oise (1789).

L'Oise est une rivière du Bassin parisien dans le Nord de la France et en Belgique, principal affluent de la Seine, après la Marne.

## Histoire
Précy était le siège d'une seigneurie qui appartenait depuis 1593 à la maison Montmorency-Bouteville- (Luxembourg), par mariage. Elle passa en 1767 à la branche aînée des Montmorency, marquis de Fosseux, et fut vendue par eux en 1782 à M. d'Avrange d'Haugéranville.
L'histoire du village est présentée sur le site de l'association "Histoire de Precy" : http://histoiredeprecy.com

## Politique et administration

### Rattachements administratifs et électoraux
La commune se trouve dans l'arrondissement de Senlis du département de l'Oise. Pour l'élection des députés, elle fait partie de la troisième circonscription de l'Oise.
Elle faisait partie de 1793 à 1973 du canton de Creil. Celui-ci est alors scindé, et la commune rattachée au canton de Montataire. Dans le cadre du redécoupage cantonal de 2014 en France, ce canton, dont dépend toujours la commune, est modifié et s'étend, regroupant désormais 15 communes.

### Intercommunalité
La commune faisait partie de la communauté de communes la Ruraloise, qui avait pris la suite du SIVOM de Villers et d'Oise.
Dans le cadre des dispositions de la loi portant nouvelle organisation territoriale de la République (Loi NOTRe) du 7 août 2015, qui prévoit que les établissements publics de coopération intercommunale (EPCI) à fiscalité propre doivent avoir un minimum de 15 000 habitants, le préfet de l'Oise a publié en octobre 2015 un projet de nouveau schéma départemental de coopération intercommunale, qui prévoit la fusion de plusieurs intercommunalités, et en particulier  de la communauté de communes du Pays de Thelle et de la communauté de communes la Ruraloise, formant ainsi une intercommunalité de 42 communes et de 59 626 habitants,.
La nouvelle intercommunalité, dont est membre la commune et dénommée Communauté de communes Thelloise, est créée par un arrêté préfectoral du 30 novembre 2016 qui a pris effet le 1er janvier 2017.

### Liste des maires
| Période                                  | Période                    | Identité                    | Étiquette | Qualité                                                                                         |
| ---------------------------------------- | -------------------------- | --------------------------- | --------- | ----------------------------------------------------------------------------------------------- |
| Les données manquantes sont à compléter. |                            |                             |           |                                                                                                 |
| 1792                                     | 1794                       | M. de Neuilly               |           |                                                                                                 |
| 1794                                     | 1795                       | M. Devinoy                  |           |                                                                                                 |
| 1795                                     | 1808                       | M. Bansse                   |           |                                                                                                 |
| 1808                                     | 1812                       | Charles Joseph Josse (père) |           | Cultivateur                                                                                     |
| 1812                                     | 1816                       | M. Delafargue               |           |                                                                                                 |
| 1816                                     | 1826                       | M. Champion                 |           |                                                                                                 |
| 1826                                     | 1830                       | M. Legrain                  |           |                                                                                                 |
| 1830                                     | 1831                       | M. Petit-Jean               |           |                                                                                                 |
| 1831                                     | 1834                       | Charles Joseph Josse (fils) |           | Cultivateur                                                                                     |
| 1834                                     | 1840                       | M. Boulet                   |           |                                                                                                 |
| 1840                                     | 1846                       | M. Tardu                    |           |                                                                                                 |
| 1846                                     | 1876                       | M. Toupie                   |           |                                                                                                 |
| 1876                                     | 1878                       | M. Lesiou                   |           |                                                                                                 |
| 1878                                     | 1888                       | M. Mennecier                |           |                                                                                                 |
| 1888                                     | 1910                       | M. Wateau                   |           |                                                                                                 |
| 1910                                     | décembre 1919              | M. Lambois                  |           |                                                                                                 |
| décembre 1919                            | mai 1925                   | M. Laveille                 |           |                                                                                                 |
| mai 1925                                 | mai 1929                   | Edmond Poullain             |           |                                                                                                 |
| mai 1929                                 | 1950                       | Louis Cœurderoy             |           |                                                                                                 |
| 1950                                     | mars 1965                  | Charles Minost              |           |                                                                                                 |
| mars 1965                                | mars 1977                  | Pierre Bessey               |           | Pharmacien                                                                                      |
| mars 1977                                | 1980                       | Marcel Charansonnet         |           |                                                                                                 |
| 1980                                     | mars 1989                  | Pierre Bessey               |           | Pharmacien                                                                                      |
| mars 1989                                | mars 2008                  | René Riva                   | DVD       |                                                                                                 |
| mars 2008                                | 2011                       | Monique Poulain             | SE        | Cadre en disponibilité Démissionnaire                                                           |
| juillet 2011                             | En cours (au janvier 2017) | Philippe Éloy               | SE        | Vice-président de la CC du Pays de Thelle et Ruraloise (2017 → ) Réélu pour le mandat 2014-2020 |

### Politique environnementale
Ville fleurie : deux fleurs attribuées en 2010 par le Conseil des Villes et Villages Fleuris de France au Concours des villes et villages fleuris.

## Population et société

### Démographie

#### Évolution démographique
L'évolution du nombre d'habitants est connue à travers les recensements de la population effectués dans la commune depuis 1793. Pour les communes de moins de 10 000 habitants, une enquête de recensement portant sur toute la population est réalisée tous les cinq ans, les populations de référence des années intermédiaires étant quant à elles estimées par interpolation ou extrapolation. Pour la commune, le premier recensement exhaustif entrant dans le cadre du nouveau dispositif a été réalisé en 2005.

En 2022, la commune comptait 3 331 habitants, en évolution de +3,54 % par rapport à 2016 (Oise : +0,87 %, France hors Mayotte : +2,11 %).
| 1793 | 1800 | 1806 | 1821 | 1831 | 1836 | 1841 | 1846 | 1851 |
| ---- | ---- | ---- | ---- | ---- | ---- | ---- | ---- | ---- |
| 863  | 853  | 925  | 821  | 845  | 786  | 780  | 750  | 802  |

| 1856 | 1861 | 1866 | 1872 | 1876 | 1881 | 1886 | 1891 | 1896  |
| ---- | ---- | ---- | ---- | ---- | ---- | ---- | ---- | ----- |
| 815  | 865  | 905  | 917  | 911  | 830  | 854  | 888  | 1 040 |

| 1901  | 1906  | 1911  | 1921  | 1926  | 1931  | 1936  | 1946  | 1954  |
| ----- | ----- | ----- | ----- | ----- | ----- | ----- | ----- | ----- |
| 1 051 | 1 064 | 1 104 | 1 211 | 1 304 | 1 410 | 1 374 | 1 459 | 1 648 |

| 1962  | 1968  | 1975  | 1982  | 1990  | 1999  | 2005  | 2006  | 2010  |
| ----- | ----- | ----- | ----- | ----- | ----- | ----- | ----- | ----- |
| 1 860 | 2 045 | 2 113 | 2 694 | 3 137 | 3 120 | 3 262 | 3 335 | 3 236 |

| 2015  | 2020  | 2022  | - | - | - | - | - | - |
| ----- | ----- | ----- | - | - | - | - | - | - |
| 3 227 | 3 227 | 3 331 | - | - | - | - | - | - |

#### Pyramide des âges
La population de la commune est relativement jeune.
En 2018, le taux de personnes d'un âge inférieur à 30 ans s'élève à 32,9 %, soit en dessous de la moyenne départementale (37,3 %). À l'inverse, le taux de personnes d'âge supérieur à 60 ans est de 26,4 % la même année, alors qu'il est de 22,8 % au niveau départemental.
En 2018, la commune comptait 1 548 hommes pour 1 664 femmes, soit un taux de 51,81 % de femmes, légèrement supérieur au taux départemental (51,11 %).
Les pyramides des âges de la commune et du département s'établissent comme suit.
| Hommes | Classe d’âge | Femmes |
| ------ | ------------ | ------ |
| 0,5    | 90 ou +      | 1,9    |
| 5,6    | 75-89 ans    | 9,7    |
| 17,6   | 60-74 ans    | 17,3   |
| 23,7   | 45-59 ans    | 22,3   |
| 17,7   | 30-44 ans    | 17,9   |
| 16,9   | 15-29 ans    | 12,9   |
| 18,0   | 0-14 ans     | 18,1   |

| Hommes | Classe d’âge | Femmes |
| ------ | ------------ | ------ |
| 0,5    | 90 ou +      | 1,4    |
| 5,5    | 75-89 ans    | 7,6    |
| 15,6   | 60-74 ans    | 16,3   |
| 20,8   | 45-59 ans    | 20     |
| 19,4   | 30-44 ans    | 19,4   |
| 17,6   | 15-29 ans    | 16,2   |
| 20,6   | 0-14 ans     | 19,1   |

## Économie

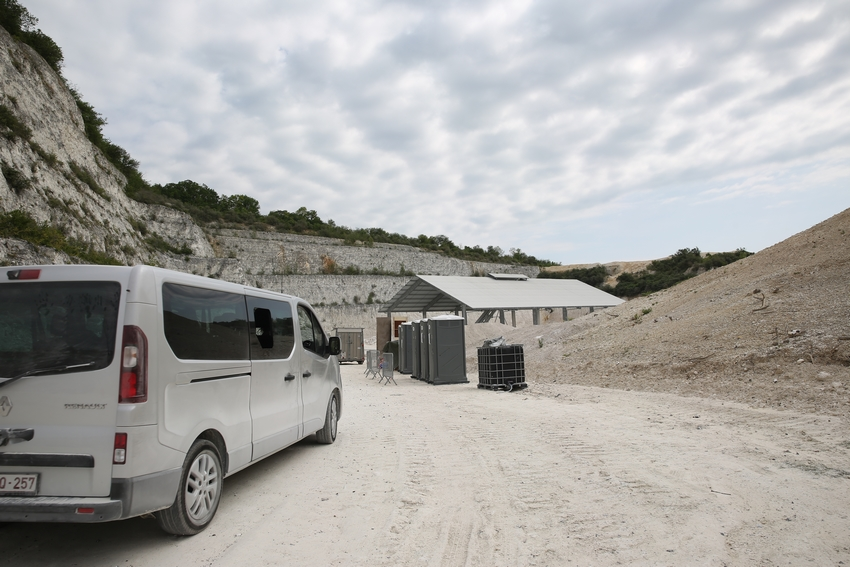
La carrière de craie Imerys de Précy-sur-Oise reçoit régulièrement des tournages, comme en 2021 celui de la série fantastique franco-allemande Theodosia.

La commune compte un  supermarché sur la route vers Creil, et a favorisé  en 2012 la création d'une épicerie dans le bourg.

## Culture locale et patrimoine

### Lieux et monuments

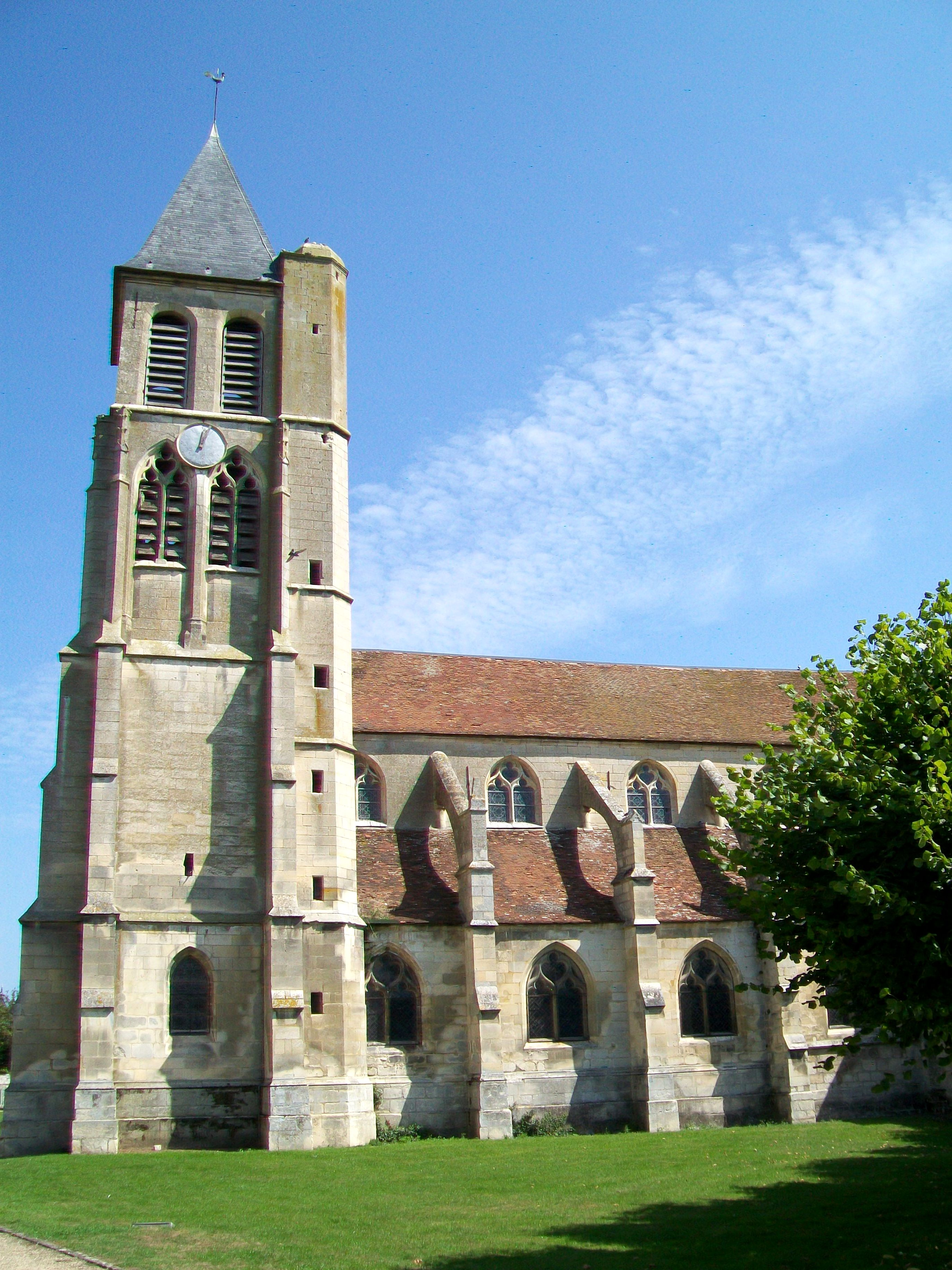
Clocher et façade méridionale de l'église Saint-Pierre-et-Saint-Paul.

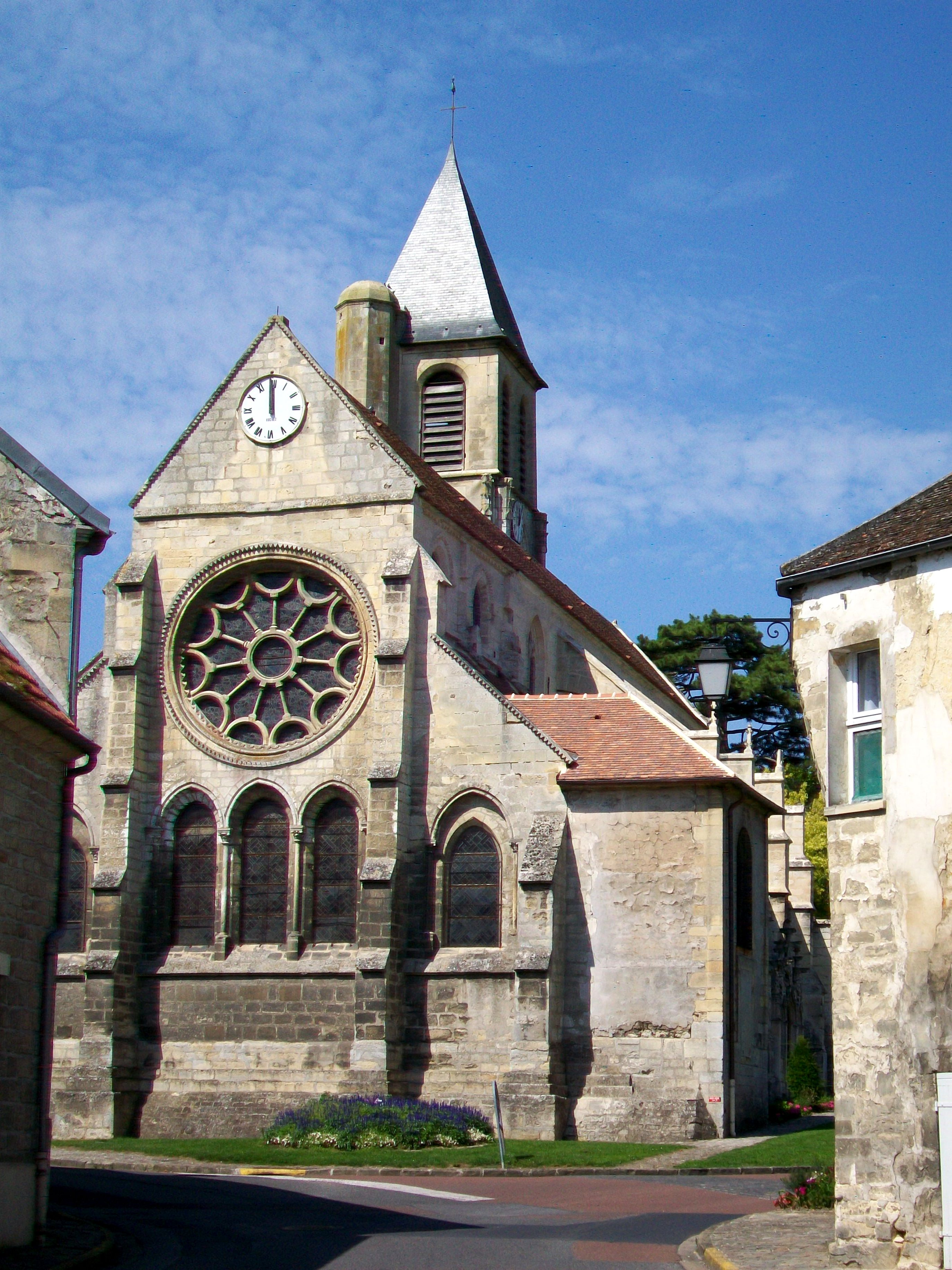
Chevet de l'église Saint-Pierre-et-Saint-Paul, avec sa rosace à onze lobes.

La commune de Précy ne compte qu'un seul monument historique sur son territoire :
- L'église Saint-Pierre-et-Paul, rue Gaston-Wateau (inscrite à l'inventaire supplémentaire des monuments historiques par arrêté du 1er décembre 1950[45]) : Son plan s'inscrit dans un rectangle : l'église n'a pas de transept, et il n'y a pas de distinction entre nef et chœur. Le haut central de sept travées est ajouré par de petites fenêtres hautes sous les lunettes des voûtes, au-dessus des murs aveugles qui suivent aux grandes arcades : il n'y a pas de galeries ou de triforium.

Les deux travées les plus orientales ont été construites en premier lieu à la fin du XIIe siècle et sont recouvertes d'une voûte sexpartite, et toutes les autres travées n'ont été construites qu'au XVIe siècle, dans un souci de continuité rare à cette époque. Elles adoptent effectivement la même élévation et la même largeur, mais sont couvertes par des voûtes à liernes et tiercerons caractéristiques du style flamboyant. Dans les deux cas, les grandes arcades retombent sur des piliers cylindriques isolés, mais dans la nef flamboyante, elles sont prismatiques et se fondent dans les piliers, alors que des chapiteaux s'interposent dans le chœur.
Les deux campagnes de construction se distinguent également par les fenêtres, qui sont des lancettes simples dans la partie du XIIe siècle, et dotées d'un remplage flamboyant dans la partie du XVIe siècle, ainsi qu'extérieurement, par les arcs-boutants, qui au nord manquent sur la partie la plus ancienne, mais ont été ajoutés ultérieurement au sud.
L'impressionnant clocher du XVIe siècle s'élève au-dessus de la première travée du bas-côté sud, et comporte quatre niveaux, dont les deux premiers correspondent respectivement à l'élévation des bas-côtés et de la nef. Les deux niveaux supérieurs sont dotés de deux baies abat-son par face. Une tourelle d'escalier flanque le clocher à l'est, sur toute sa hauteur. Le chevet plat avec ses contreforts à ressauts présente une composition particulièrement réussie. Il est éclairé par un triplet, surmonté d'une rosace (refaite) à onze lobes tout comme la cathédrale de Troia (Italie). Sont à signaler également les deux chapelles latérales du chœur ne dépassant pas les bas-côtés en hauteur, et le portail latéral sud richement décoré,,.
À l'intérieur, plusieurs objets du mobilier sont classés monuments historiques. L'orgue de tribune, œuvre du facteur d'orgue Narcisse Martin de 1859/1861, comporte un buffet néogothique. Une petite statue en pierre sculptée de la Vierge à l'enfant assise date du XIVe siècle, mais est conservée en mauvais état car longtemps exposée dans le jardin du presbytère. La Vierge à l'enfant est également représentée par une seconde statue du premier quart du XIVe siècle, cette fois en position debout, et abîmée par une restauration du XIXe siècle quand elle a été repeinte. « Le retour de David vainqueur de Goliath » est le sujet d'un tableau peint en huile sur bois de la première moitié du XVIIe siècle. La pièce la plus remarquable de l'église est sans doute le retable sculpté dans la pierre calcaire monolithique de la seconde moitié du XIIIe siècle (au plus tôt), de facture naïve, présentant des bas-reliefs autour de la scène centrale de la crucifixion.
On peut également noter :
- Château de Précy-sur-Oise, place de l'Église : Grande villa de la fin du XIXe siècle qui s'élève à l'emplacement de l'hôtel seigneurial médiéval[53]. Toutes les façades sont traitées en pierre de taille et les toitures en ardoise. Le décor est relativement sobre, mais la qualité de l'exécution et la diversité des volumes confèrent à l'édifice une valeur architecturale certaine.
- Château des Érables, rue des Tournelles : Grande maison bourgeoise en pierre, avec des chaînages en pierre de taille, également couvert d'ardoise, d'une architecture moins recherchée que le château de Précy. La demeure a été acquise par la commune en 1972 de la part du comité d'entreprise d'ERLT, qui en était le propriétaire depuis 1947, pour une somme de 700 000 francs. Un parc de 2,84 ha est rattaché au château[54].
- Place de Verdun avec sa fontaine : Cette place marque l'entrée du centre-ville en venant de la place de l'Église, à la limite du bourg ancien. L'espace public est reparti entre des zones pour la promenade, le stationnement et la circulation. Au milieu d'une allée de tilleuls, se trouve une ancienne fontaine publique. Avec la place de l'Église contigüe, c'est un élément décisif du paysage urbain de la commune, qui souligne bien son caractère de bourg rural au patrimoine préservé, mais aussi son dynamisme.

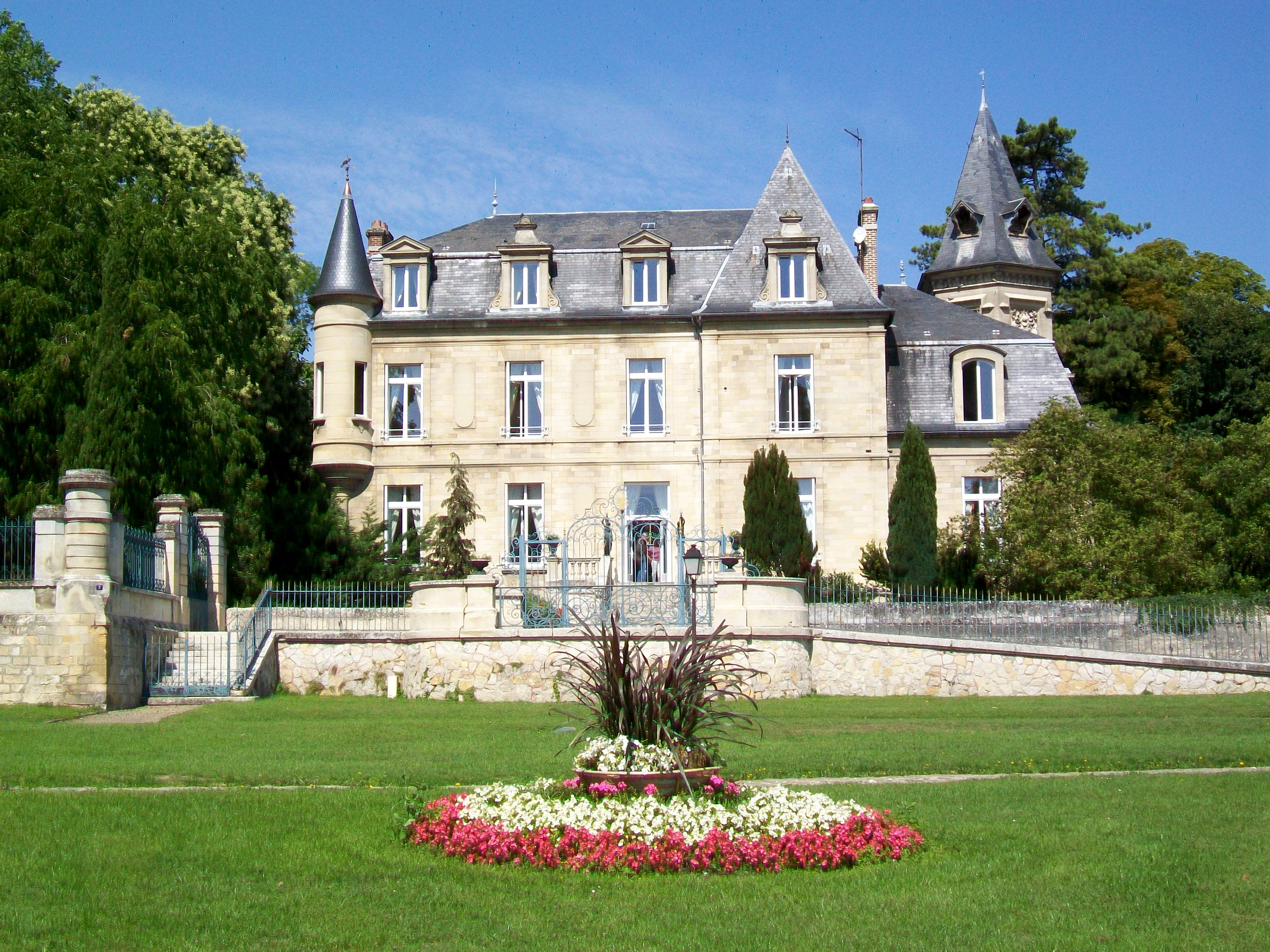
Le château de Précy-sur-Oise.
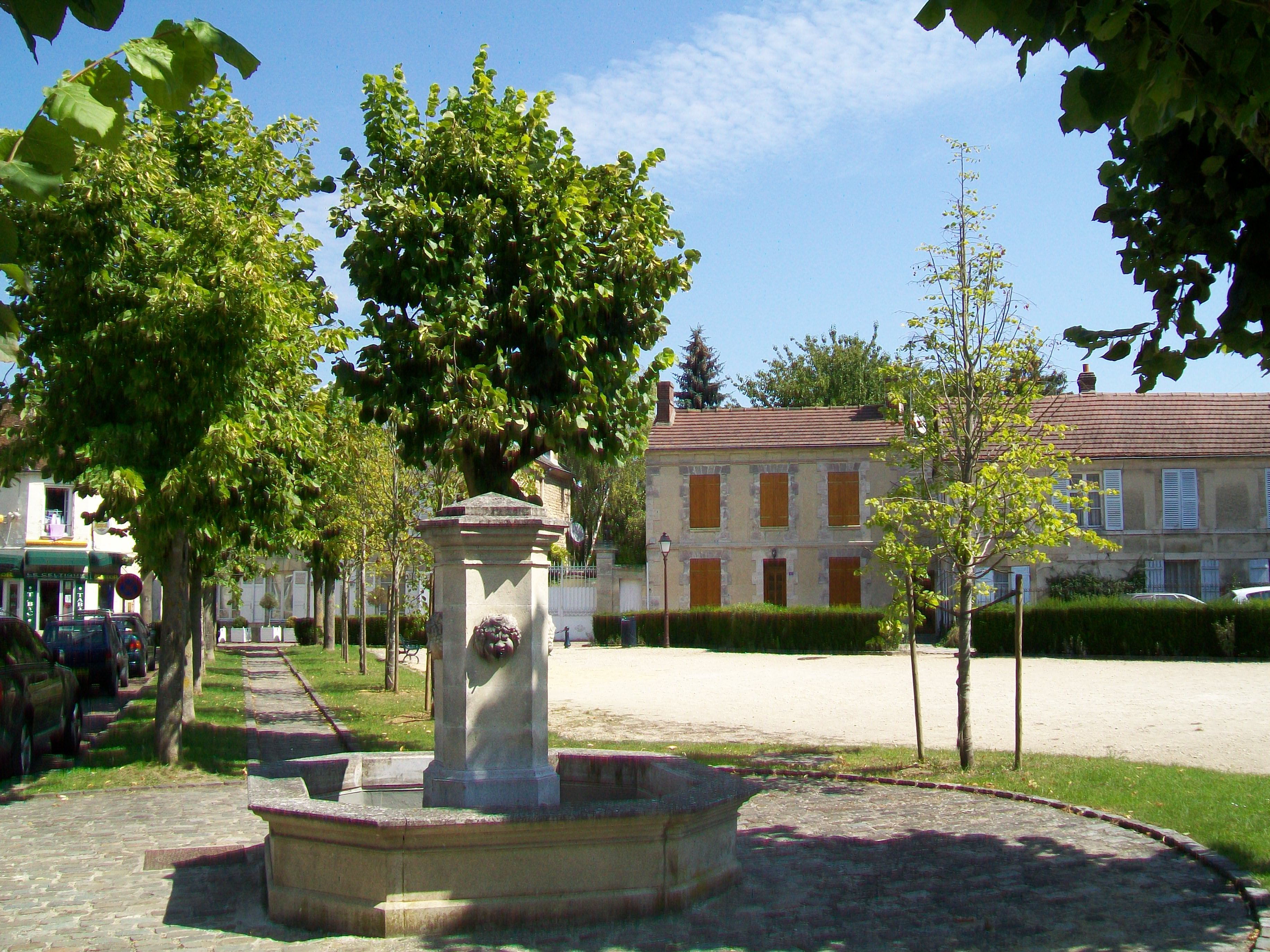
La place de Verdun et sa fontaine.
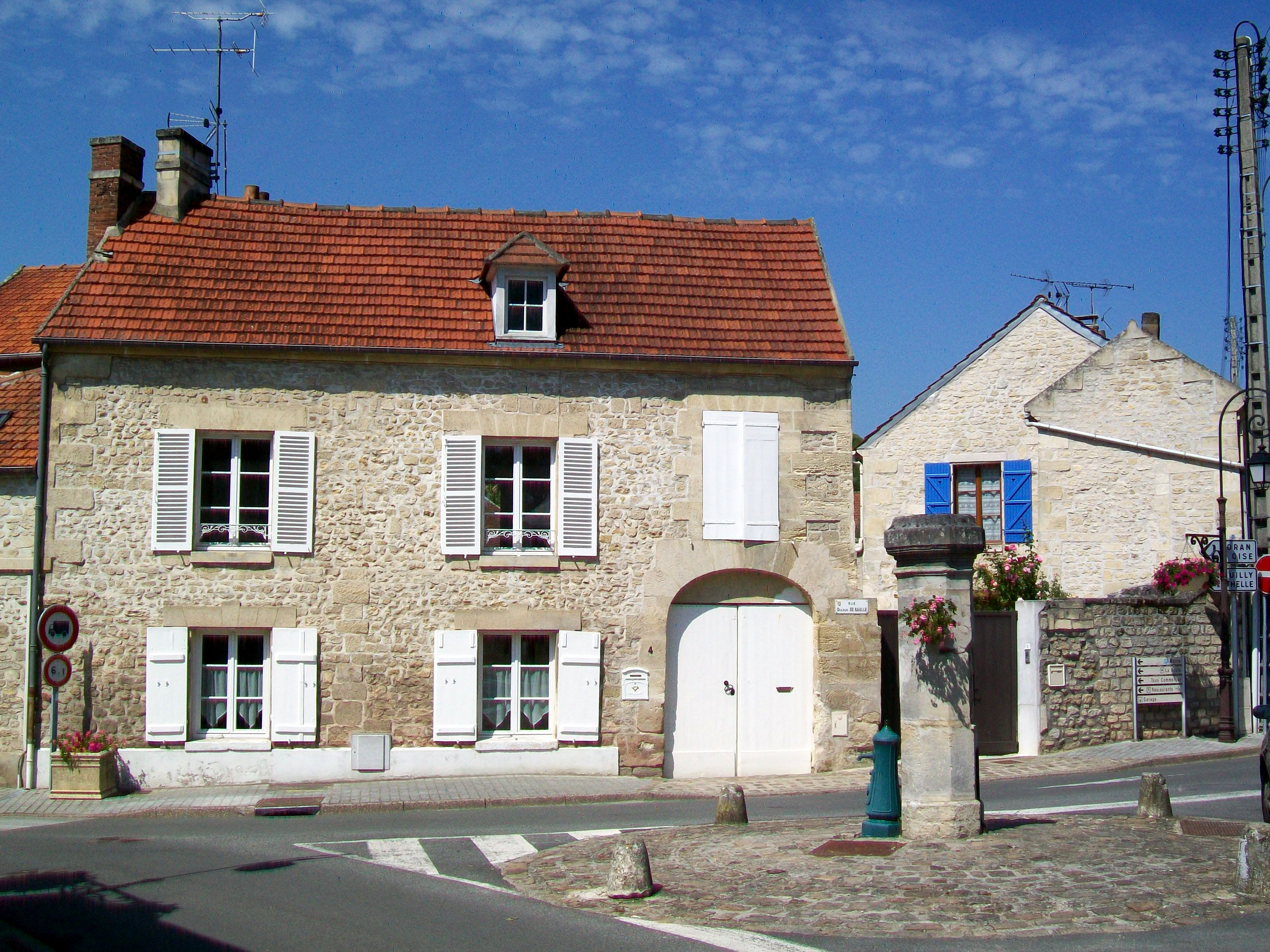
Fontaine du carrefour des rues Charles-de-Gaulle et des Tournelles.

### Personnalités liées à la commune
- Louis de Saint-Gelais de Lansac, fils naturel présumé de François Ier, ancien maire de Bordeaux, décède au château en 1589.
- François-Henri de Montmorency-Bouteville, maréchal de Luxembourg (1628-1695); seigneur du village[55].
- Jules-Adolphe Delmotte, artiste peintre, est mort à Précy-sur-Oise en 1910.
- Julien Brulé, archer français, est mort à Précy en 1928.

### Héraldique
| Armes de Précy-sur-Oise | Les armes de Précy-sur-Oise se blasonnent ainsi : Losangé d'argent et de gueules, au chef d'or. |